# Alfons Auer
Alfons Auer (* 12. Februar 1915 in Schönebürg in Württemberg; † 19. November 2005 in Tübingen) war ein deutscher Moraltheologe und Professor für Theologische Ethik.

## Leben
Alfons Auer studierte katholische Theologie an der Universität Tübingen. Er empfing 1939 in Rottenburg die Priesterweihe. Sein Vikariat absolvierte der zum Dr. theol. promovierte Auer von 1939 bis 1944 in der Liebfrauenkirche in Stuttgart-Bad Cannstatt. 1945 wurde er Studentenpfarrer in Tübingen. Von 1951 bis 1953 war er Gründungsdirektor der Akademie der Diözese Rottenburg-Stuttgart, 1953 wurde er Direktor der Katholischen Akademie Hohehnheim. Von 1955 bis 1966 hatte Auer den Lehrstuhl für Moraltheologie an der Universität Würzburg inne und lehrte anschließend ab 1967 als ordentlicher Professor bis zu seiner Emeritierung im Jahr 1981 an der Universität Tübingen.  Dort war er in den Streit um die Entfernung Hans Küngs aus der Theologischen Fakultät beteiligt, wobei er sich am Ende gegen ihn stellte.
Dietmar Mieth schreibt auf der Seite der Katholisch-Theologischen Fakultät der Universität Tübingen über Auer: „In seinen Arbeiten verstand er die Wirklichkeit als Prozess und als Geschichte. Darin sah er Erfahrungen und Lernvorgänge, die den bleibenden Wahrheiten eine neue Sprache ihrer Erkundung ermöglichen. In der Erneuerung der katholischen Moraltheologie nach dem Konzil ist er eine weithin sichtbare und verehrte Größe geworden“.
Sein Buch Autonome Moral und christlicher Glaube (1971) gilt als Standardwerk der modernen Moraltheologie.
Das Pontifikalrequiem für Alfons Auer, geleitet von Bischof Gebhard Fürst, fand am  24. November 2005 in St. Paulus in Tübingen statt. Beerdigt wurde Auer am 26. November 2005 in seinem Heimatort Schönebürg, wo seit 2010 der Dorfplatz den Namen Alfons-Auer-Platz trägt.

## Alfons-Auer-Ethik-Preis
Die Katholisch-Theologische Fakultät Tübingen hat 2015 zum ersten Mal den mit 25.000 € dotierten Alfons-Auer-Ethik-Preis verliehen, und zwar an Charles Taylor. Preisträger 2017 war Heiner Bielefeldt. 2019 wurde die ehemalige Präsidentin der Republik Irland, Mary McAleese geehrt.

## Veröffentlichungen (Auswahl)
- Die vollkommene Frömmigkeit des Christen nach dem Enchiridion militis Christiani des Erasmus von Rotterdam. Habilitationsschrift 1954.
- Weltoffener Christ. 1960.
- Christsein im Beruf. 1966.
- Autonome Moral und christlicher Glaube. 1971; 2. Auflage 1984: Neuauflage WBG, Darmstadt 2016, ISBN 978-3-534-26819-1, mit einer Einführung von Dietmar Mieth.
- Ethos der Freizeit. 1972.
- Utopie – Technologie – Lebensqualität. 1976.
- Verantwortete Vermittlung. Baustein einer Ethik der Massenkommunikation. 1980.
- Umweltethik. 1984.
- Geglücktes Altern. 1995.
- Zur Theologie der Ethik. Das Weltethos im theologischen Diskurs. 1995.